# Vascoveiro
Vascoveiro es una feligresía portuguesa del municipio de Pinhel, con 17,81 km² de superficie y 224 habitantes (2001). Su densidad de población fue de 12,6 hab/km².

## Patrimonio cultural
Según el SIPA (Sistema de Informação para o Património Arquitetónico portugués), dentro de sus límites geográficos se encuentran cinco bienes patrimoniales:
- Ermita de Santa Bárbara que ya aparecía en las memorias parroquiales de 1758.
- Crucero en la calle «Largo do Enchido».
- Horno de pan comunitario, de propiedad pública municipal, que fue recuperado por el Ayuntamiento de Pinhel y por el Centro Rural del Coa. Construido en granito y argamasa, con barrotes de hierro en las ventanas.
- Núcleo de sepulturas excavadas en la roca. Son 31 sepulturas, sin lápidas ni restos óseos, de la Alta Edad Media, de los siglos VII a IX. La disposición y orientación es variada, aprovechando la forma de las rocas, agrupadas algunas y aisladas otras. De 2002 a 2009 estuvo en trámite de protección por la Dirección General de Patrimonio Cultural del gobierno portugués, pero el procedimiento caducó y se encuentra sin protección legal.[2]
- Puente de los moros sobre la ribera de Malados, de un solo arco, de cantería granítica, al este de la «Quinta da Escorregadia». Está datado en los siglos II y I a. C., cuando daba acceso a un castro del que quedan pocos vestigios. Posteriormente fue reformado en los siglos I a V, durante el poblamiento romano.

necrópolis dispersa
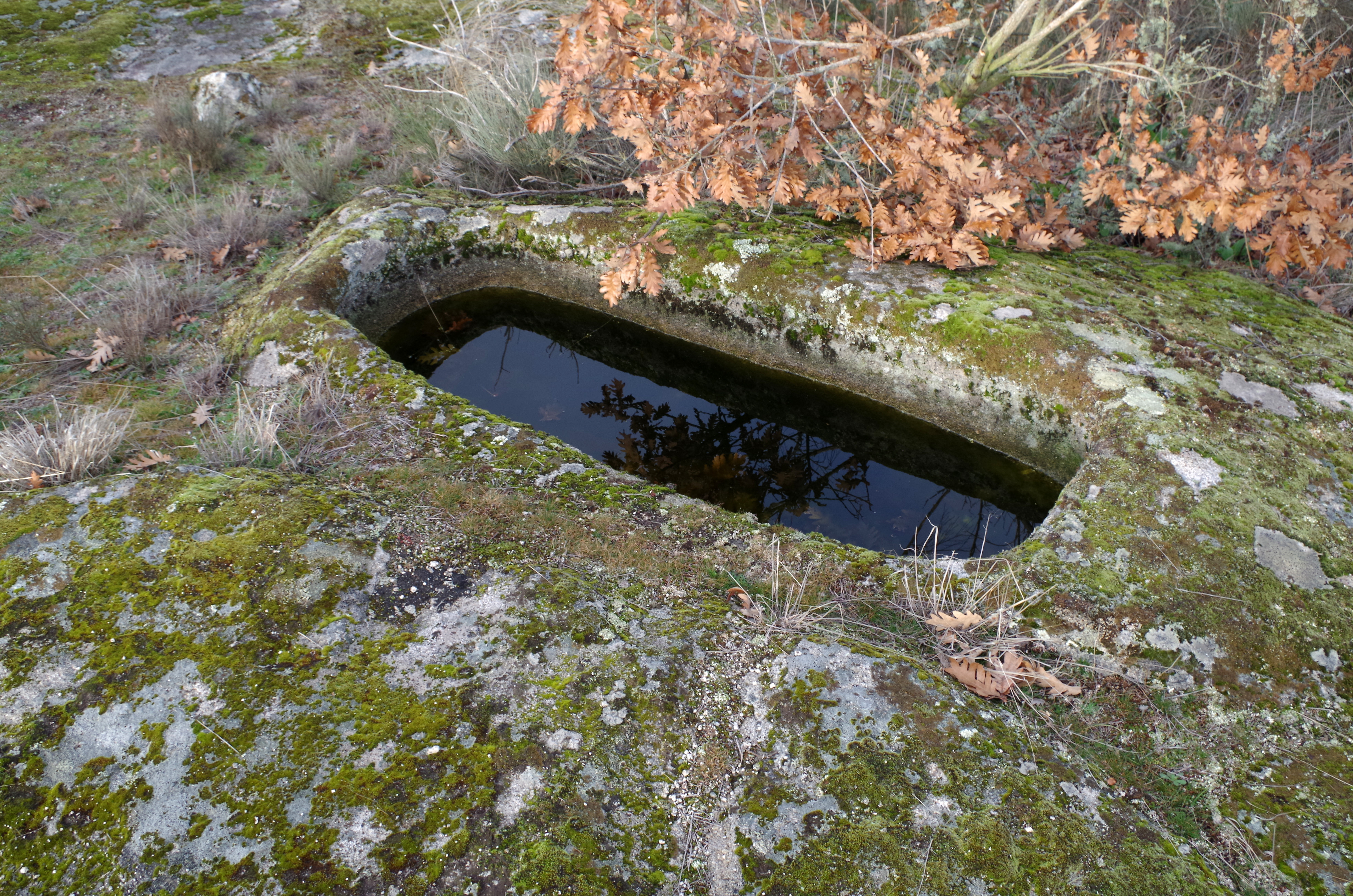
Sepultura tallada en la roca granítica
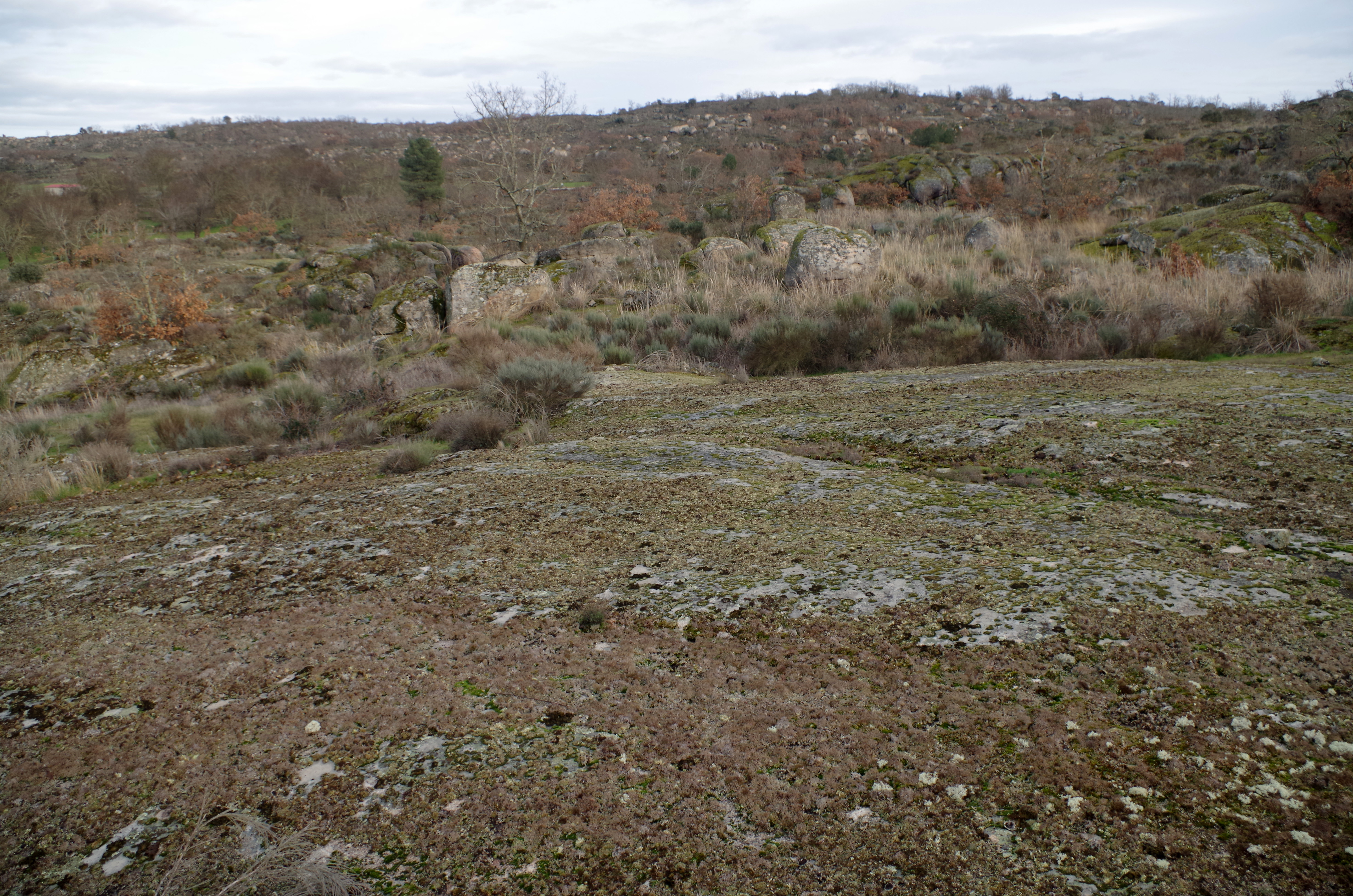
Berrocal donde se distribuyen las sepulturas
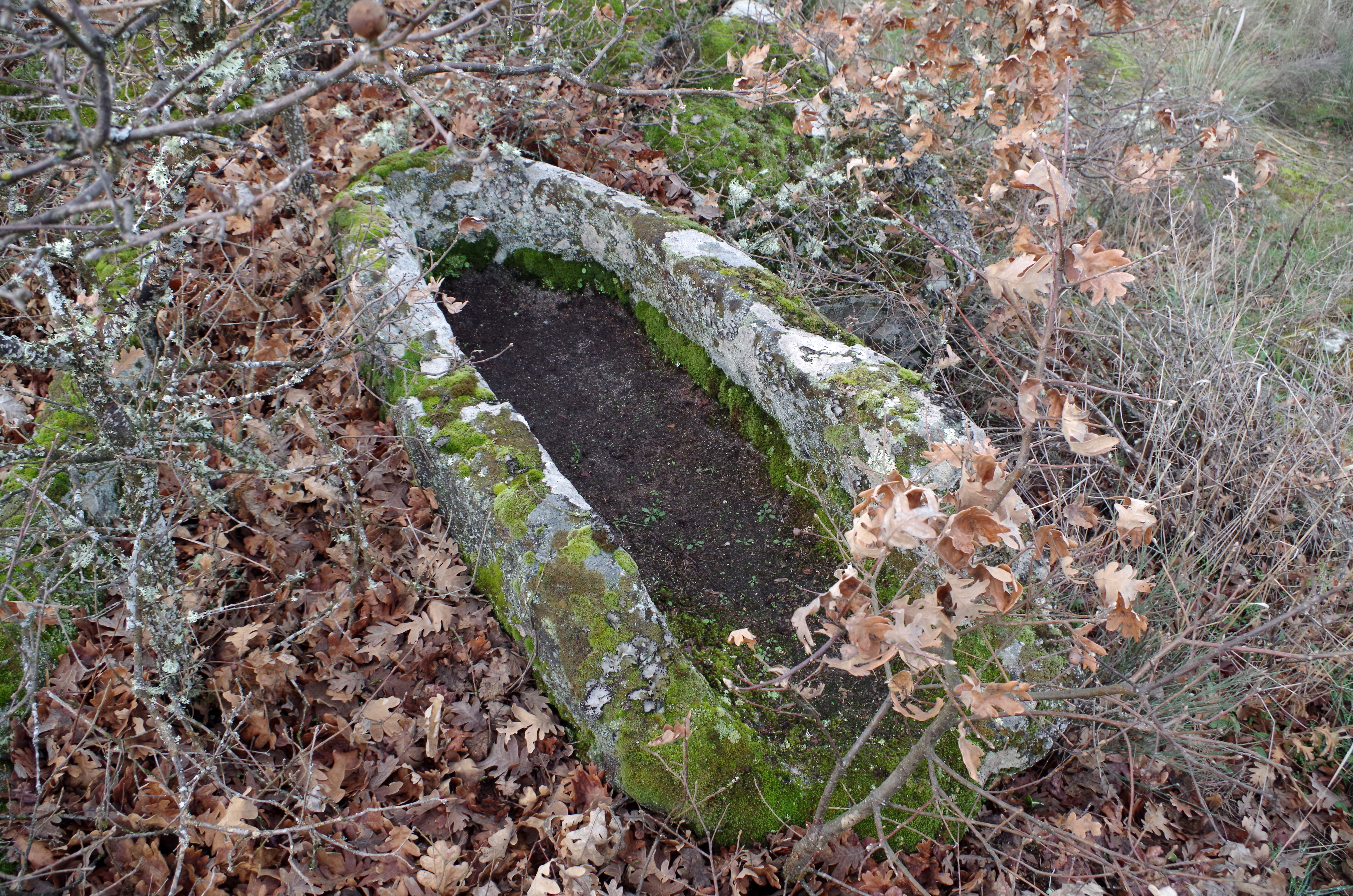
Sepultura alto medieval